# Võ Thị Ánh Xuân
Vo Thi Anh Xuan (en vietnamita: Võ Thị Ánh Xuân. An Giang, 8 de enero de 1970) es una política vietnamita que actualmente se desempeña como vicepresidenta de Vietnam desde 2021, ejerció como presidenta interina de Vietnam entre enero y marzo de 2023 y marzo y mayo de 2024. Fue elegida vicepresidenta de Vietnam el 6 de abril de 2021 después de obtener el 93,13% de los votos en la Asamblea Nacional, continuando con la norma reciente de que una mujer ocupara este cargo. El 18 de enero de 2023, la Asamblea de Vietnam aceptó la dimisión del entonces presidente, Nguyen Xuan Phuc, nombrando a Xuan como nueva presidenta del país. Actualmente es miembro del Comité Central del Partido, Secretaria del Comité del Partido de la provincia de An Giang y jefa de la delegación de diputados de la Asamblea Nacional de la provincia.

## Primeros años
Vo Thi Anh Xuan nació el 8 de enero de 1970 en la comuna de Thoi Son, del distrito rural de Tinh Bien, en la sureña provincia de An Giang. Fue maestra en una escuela secundaria en Long Xuyen, capital de la provincia de An Giang, de 1992 a 1996. Fue aceptada para unirse al Partido Comunista de Vietnam el 20 de diciembre de 1994, convirtiéndose oficialmente en miembro de este partido el 20 de diciembre de 1995.

## Carrera política
De agosto de 1996 a julio de 2001, Vo Thi Anh Xuan fue Investigadora General en la Oficina del Comité del Partido Provincial de An Giang. Entre 2001 y 2010, fue miembro de la Junta Permanente, vicepresidenta y luego presidenta de la Unión de Mujeres de An Giang. Durante ese tiempo, también fue miembro del Comité de la Organización del Partido Provincial de An Giang (diciembre de 2005 a octubre de 2010). Desde agosto de 2010 hasta octubre de 2010, también fue Jefa Adjunta de la Comisión Provincial de Movilización Masiva de An Giang.
De noviembre de 2010 a enero de 2013, fue miembro de la Junta Permanente del Comité del Partido Provincial de An Giang, secretaria del Comité del Partido de la ciudad de Tan Chau, provincia de An Giang. En enero de 2011, se convirtió en miembro suplente del Comité Central del Partido para el undécimo mandato. Desde febrero de 2013 hasta noviembre de 2013, fue miembro de la Junta Permanente del Comité del Partido Provincial de An Giang y Vicepresidenta del Comité Popular de An Giang. De diciembre de 2013 a octubre de 2015, fue subsecretaria del Comité del Partido Provincial de An Giang. El 2 de octubre de 2015, se convirtió en secretaria del Comité del Partido Provincial de An Giang, y todavía ocupó ese cargo hasta ahora.
En enero de 2016, fue elegida miembro del Comité Central del XII Partido. Después de la elección de la XIV Asamblea Nacional, también es la jefa de la delegación de la Asamblea Nacional de An Giang.
El 6 de abril de 2021, la Asamblea Nacional de Vietnam adoptó una resolución para elegir a Vo Thi Anh Xuan como vicepresidente de la República Socialista de Vietnam, con el apoyo de 447 de los 449 diputados presentes en la sesión, equivalente al 93,13% de los número total de parlamentarios. Es la vicepresidenta más joven de Vietnam desde 1945.
Tras un escándalo de corrupción que afectaba al presidente de Vietnam, Nguyen Xuan Phuc, por sobornos de funcionarios en vuelos de repatriación durante la Pandemia de COVID-19, éste presentó su dimisión del cargo. La dimisión fue aceptada por Vuong Dinh Hue, presidente de la Asamblea Nacional, el 18 de enero de 2023, siendo nombrada a su vez la vicepresidenta del país, Vo Thi Anh Xuan, como presidenta en funciones de Vietnam, lo cual ya había ocurrido en el presente siglo cuando Đặng Thị Ngọc Thịnh ocupó brevemente el cargo en 2018 sustituyendo al recién fallecido Trần Đại Quang.